# Hrabstwo Prowers
Hrabstwo Prowers (ang. Prowers County) – hrabstwo w stanie Kolorado w Stanach Zjednoczonych. Hrabstwo zajmuje powierzchnię 4256 km². Według szacunków United States Census Bureau w roku 2010 liczyło 12 551 mieszkańców. Siedzibą administracyjną hrabstwa jest Lamar.

## Miasta
- Granada
- Hartman
- Holly
- Lamar
- Wiley